# Rental Family
Rental Family är en amerikansk-japansk dramakomedifilm, som har en planerad premiär i september 2025 på Toronto International Film Festival. Filmen är regisserad av Hikari som själv skrivit filmens manus tillsammans med Stephen Blahut.

## Handling
Filmen handlar om en ensam amerikansk skådespelare bosatt i Tokyo som börjar arbeta för ett japanskt hyrfamilj-företag där han spelar stand-in-roller i andra människors liv. Han upptäcker oväntade band och överraskande glädjeämnen inom sin påhittade familj.

## Rollista (i urval)
- Brendan Fraser
- Mari Yamamoto
- Takehiro Hira
- Akira Emoto